# Peter Namberger
Peter Namberger (* 24. März 1963 in Burghausen) ist ein ehemaliger deutscher Skirennläufer.

## Werdegang
Namberger wurde als Sohn eines Feinmechanikers, der seinerzeit als Abfahrer bereits Chiemgaumeister wurde und zudem noch Skispringen, Motorsport und Fußball betrieb, geboren. Er besuchte das Gymnasium in Berchtesgaden. Nach dem Abitur verpflichtete er sich beim Bundesgrenzschutz und lernte an der BGS-Sportschule in Endorf. Nachdem er als Kind bereits beim SC Bad Reichenhall und beim TSV Trostberg alpinen Skisport betrieb, wurde er 1975 Mitglied des SC Ruhpolding. Dort trainierte er bei Horst Kaluza insbesondere den Slalom und den Riesenslalom. Noch im gleichen Jahr wurde er Deutscher Schülermeister in beiden Disziplinen. Zwei Jahre später wurde er bei den Schüler-Europameisterschaften 1977 in Italien am Ende Neunter.
Nachdem er kurz darauf zu den Senioren wechselte, erreichte er bei den deutschen Meisterschaften 1982 im Riesenslalom den achten Platz. Am 6. Januar 1985 gab Namberger schließlich sein Debüt im Alpinen Skiweltcup. Dabei gelang ihm in La Mongie auf Anhieb mit einem 13. Platz im Slalom die Fahrt in die Punkteränge. Auch in Schladming gewann er im Riesenslalom mit dem 12. Platz Weltcuppunkte. Nach diesen Ergebnissen wurde er für die Alpinen Skiweltmeisterschaften 1985 in Bormio nominiert. Dort konnte er sich zwar für den Slalom qualifizieren, schied aber wie sein Mannschaftskamerad Frank Wörndl im zweiten Durchgang aus. Im Riesenslalom war er lediglich Ersatzfahrer. Zum Saisonende schaffe Namberger in Heavenly Valley noch einmal mit einem 15. Platz eine Platzierung in den Punkterängen. Am Ende der Saison belegte er in der Slalom-Wertung des Weltcups den 42. Platz der Gesamtwertung. Im Gesamtweltcup stand er auf dem 82. Platz.
In der folgenden Saison startete Namberger ausschließlich in Adelboden, wo er mit dem siebten Platz im Riesenslalom das beste Einzelresultat bei einem Weltcup-Rennen erzielen konnte. Ein Jahr später stand er erneut im Kader für die Alpinen Skiweltmeisterschaften 1987 in Crans-Montana, Schweiz und erreichte dort im Riesenslalom den 15. Platz. Bei den deutschen Meisterschaften 1987 gewann Namberger im Slalom hinter Armin Bittner die Silbermedaille. Ein Jahr später gewann er Bronze im Riesenslalom sowie im Super-G. In den folgenden Jahren startete Namberger im Alpinen Skieuropacup und erreichte dabei in der Saison 1989/90 noch einmal den zweiten Platz in der Riesenslalom-Gesamtwertung. Bei den deutschen Meisterschaften 1990 gewann er hinter Armin Bittner und Peter Roth im Slalom die Bronzemedaille. Im Riesenslalom gewann er ebenfalls Bronze.
Nach seiner aktiven Karriere wurde er Jugendtrainer beim Deutschen Skiverband.
Sein Sohn Hannes Namberger war zunächst ebenfalls als Skirennläufer aktiv, bevor er zum Trail- und Ultralauf wechselte.